# Porozovo

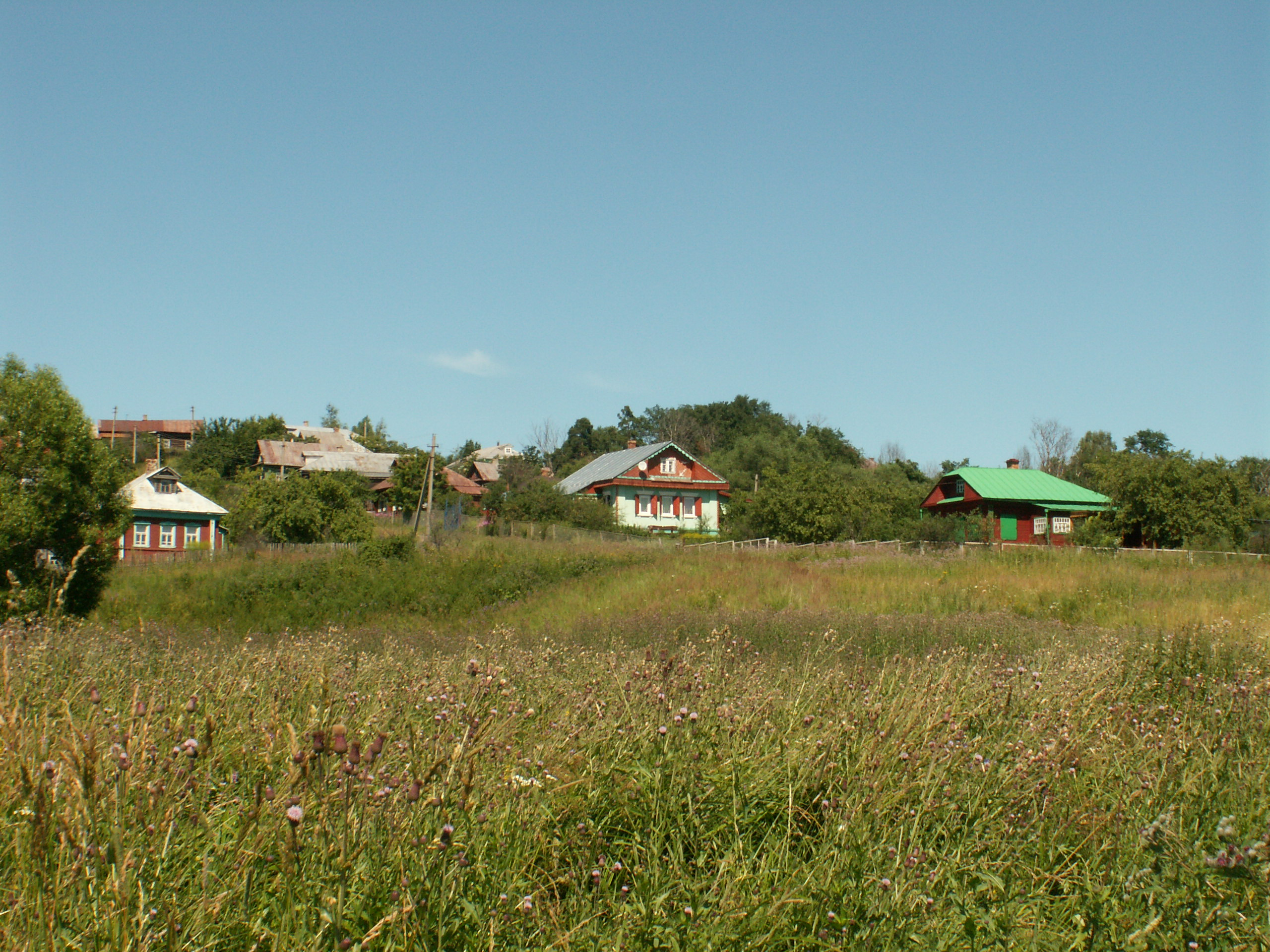
Porozovo.

Porozovo (ryska Порозово) är en by i Ivanovo oblast i Ryssland och är belägen på vänstra stranden av floden Volga. Byn har cirka 100 invånare.